# Lucas Pratto
Lucas Pratto, vollständiger Name Lucas David Pratto, (* 4. Juni 1988 in La Plata) ist ein argentinischer Fußballspieler. Er verfügt auch über die italienische Staatsbürgerschaft.

## Karriere
Lucas Pratto begann seine Laufbahn unter anderem bei Boca Juniors. Hier schaffte er aber nicht sofort den Sprung in den Profikader. Er wurde gleich zu Beginn seiner Karriere ausgeliehen. Seine erste Station war der CA Tigre. Hier bestritt er am 16. September 2007 sein erstes Spiel als Profi. Beim Auswärtsspiel gegen CA San Lorenzo de Almagro wurde Pratto in der 67. Minute eingewechselt. Sein erstes Tor als Profi gelang dem Spieler auch in der Primera División. Beim 1:2-Auswärtssieg gegen den CA San Martín de San Juan am 24. Mai 2008, erzielte er in der 43. Minute das zwischenzeitliche 1:1.
Am 2. August wurde ein weiteres Leihgeschäft mit dem Spieler bekannt. Pratto ging nach Norwegen zu Lyn Oslo. Der Klub spielte in der Saison in der obersten Liga Norwegens. In der Folgesaison wurde man nur Tabellenletzter und stieg ab. Pratto kehrte Ende 2009 nach Argentinien zurück und bestritt noch im selben Jahr zwei Spiele für Boca Juniors.
Zum Jahresanfang 2010 wechselte Pratto erneut auf Basis eines Leihgeschäftes zu Unión de Santa Fe. Mit diesem spielte er 2010 in der zweiten argentinischen Liga. Noch im selben Jahr ging es weiter zum CD Universidad Católica für welchen er ab Juli 2010 in der Primera División Chiles auflief. Gleich in seinem ersten Spiel am 24. Juli 2010 gegen Everton de Viña del Mar traf er in der 63. Minute ins Netz, nur vier Minuten nachdem er eingewechselt worden war. In der Folgesaison 2011 bestritt Pratto sein erstes Spiel auf internationaler Klubebene. In der Copa Libertadores 2011 ging es am 16. Februar 2011 gegen Unión Española. Beim 2:2 erzielte er in der 68. Minute das zwischenzeitliche 1:1 per Kopf nach Vorlage von José Villanueva. Beim zweiten Tor für seinen Klub kam von ihm in der 73. Minute die Vorlage zum 1:2. Am 12. Juni 2011 bestritt er das letzte Spiel für den Klub. Danach ging es für ihn nach Italien, der CFC Genua hatte ihn von Boca gekauft. In Genua spielte er nur bis zur Winterpause 2011/12. Danach wurde er nach Argentinien an den CA Vélez Sarsfield aus geliehen
Vélez Sarsfield lieh den Spieler mit der Option aus, diesen fest übernehmen zu können. Diese Option wurde von dem Klub im Sommer 2012 auch wahrgenommen. Nachdem er mit Klub wieder international in der Copa Libertadores spielen und nationale Titel gewinnen konnte, verließ Pratto im Dezember 2014 Vélez Sarsfield Richtung Brasilien. Er ging zu Atlético Mineiro nach Belo Horizonte in die Série A.
Im Februar 2017 wurde ein erneuter Wechsel von Pratto bekannt. Er wurde vom FC São Paulo für vier Jahre verpflichtet. Er wechselte aber bereits ein Jahr später zurück nach Argentinien. Hier schloss er sich River Plate an. Mit dem Klub konnte Pratto mit dem Sieg in der Copa Libertadores 2018 seinen größten Erfolg feiern. Anfang 2021 ging Pratto in die Niederlande, wo er bei Feyenoord Rotterdam einen Vertrag auf Leihbasis unterzeichnete. Nach Beendigung der Eredivisie 2020/21 kehrte Pratto im Mai des Jahres in seine Heimat zu River Plate zurück. Zwei Monate später endete sein Kontrakt mit dem Klub.
Im August 2021 unterzeichnete Pratto wieder beim Vélez Sársfield. Der Vertrag erhielt eine Laufzeit bis Dezember 2023. Im Juni 2023 wechselte er vorzeitig zu CSD Defensa y Justicia und verließ den Klub Ende Dezember wieder.

## Erfolge
Universidad Católica
- Primera División (Chile): 2010

Vélez Sarsfield
- Primera División (Argentinien): 2012 Inicial, 2012/13 Superfinal
- Supercopa Argentina: 2013

Atlético Mineiro
- Staatsmeisterschaft von Minas Gerais: 2015

River Plate
- Supercopa Argentina: 2017
- Copa Libertadores: 2018
- Recopa Sudamericana: 2019

Club Olimpia
- Primera División (Paraguay): Clausura 2024

## Auszeichnungen
- Fußballer des Jahres in Chile: 2011[14]
- Argentiniens Fußballer des Jahres: 2014
- Torschützenkönig Primera División (Argentinien): 2014
- Bester Spieler der Campeonato Mineiro: 2015[15]
- Auswahlmannschaft der Campeonato Mineiro: 2015[16]
- Schönstes Tor der Campeonato Mineiro: 2015[17]
- Bola de Prata: 2015
- Bester ausländischer Spieler der Série A: 2015[18]